# Великий канцлер Ордена Почесного легіону (Франція)
Великий канцлер Ордена Почесного легіону (фр. grand chancelier de l'Ordre national de la Légion d'honneur) — згідно зі статтею R4 Кодексу Почесного легіону та військової медалі є другою посадовою особою в ієрархії цієї організації після Гросмейстера Ордена (фр. grand maître de l'Ordre national de la Légion d'honneur), яким за посадою є президент Франції. 

## Обов'язки Великого канцлера Ордена
Великий канцлер здійснює повсякденне керівництво роботою Ради ордена та адміністративних служб організації під керівництвом гросмейстера та відповідно до його вказівок. 
Великий канцлер Ордена Почесного легіону (фр. grand chancelier de l'Ordre national de la Légion d'honneur) є одночасно (за посадою) канцлером Національного Ордену За заслуги (Франція) (фр. chancelier de l'Ordre national du Mérite). 

## Позиція Великого канцлера Почесного легіону в табелі про ранги Франції
Згідно з декретом № 89-655 від 13 вересня 1989 року з наступними змінами і у версії декрету №2010-687 від 24 червня 2010 року, який набрав чинності 1 липня 2010 року, Великий канцлер Ордена Почесного легіону та канцлер ордена «За заслуги» займає 16 позицію в державній табелі про ранги Франції.

## Діючий Великий канцлер Ордену

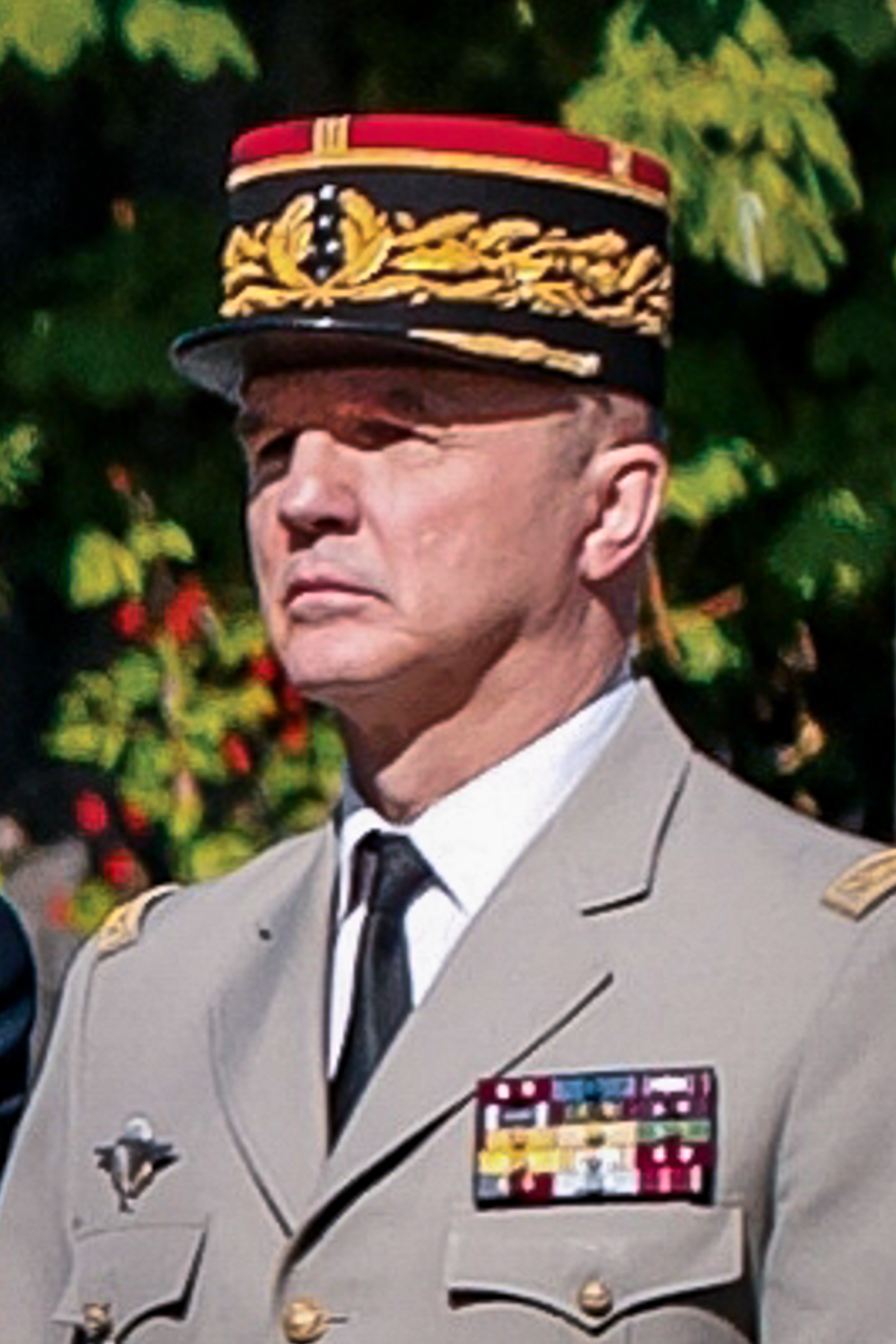

З 9 червня 2010 року по теперішній час — колишній начальник Штабу армій (Генерального штабу) Збройних сил Франції генерал армії Жан-Луї Жоржелен

## Повний список колишніх Великих канцлерів Ордена Почесного легіону
1. 14 серпня 1803 — Бернар де ля Віль-сюр-Ілона, граф Ласепед
2. 6 квітня 1814 — монсеньйор Домінік Дюфур, барон Прад
3. 3 лютого 1815 — генераль-лейтенант, граф Луї Брюгге
4. 13 березня 1815 — Бернар де ла Віль-сюр-Ілона, граф Ласепед
5. 2 липня 1815 — маршал Етьєн Жак Жозеф Олександр Макдональд, герцог Таренскій
6. 11 вересня 1831 — маршал Адольф Едуард Казимир Мортье, герцог Тревіс
7. 4 лютого 1836 — маршал, граф Етьєн-Моріс Жерар
8. 17 березня 1839 — маршал Ніколя-Шарль Удіно, герцог Реджо
9. 21 жовтня 1842 — маршал, граф Етьєн-Моріс Жерар
10. 19 березня 1848 — дивізійний генерал, барон Жак-Жерве Сюберві
11. 23 грудня 1848 — маршал, граф Габріель Жан Жозеф Молітор
12. 15 серпня 1849 — маршал, граф Ізидор Ексельман
13. 13 серпня 1852 — дивізійний генерал, граф Філіп д ' Орнан
14. 26 березня 1853 — дивізійний генерал Анн Шарль Лебрен, герцог де Плезанс
15. 23 липня 1859 — маршал Емабль Жан-Жак Пелісьє, герцог Малахівський
16. 24 листопада 1860 — адмірал, барон Фердинанд Альфонс Гамелен
17. 27 січня 1864 — дивізійний генерал, граф Огюст Флао
18. 6 квітня 1871-дивізійний генерал Жозеф Вінуа
19. 28 лютого 1880 — дивізійний генерал Луї Федерб
20. 10 жовтня 1889 — дивізійний генерал Віктор Февр
21. 5 грудня 1895 — дивізійний генерал Леопольд Даву, герцог Ауерщтет
22. 23 вересня 1901 — дивізійний генерал Огюст Флорантен
23. 14 червня 1918 — дивізійний генерал Івон Дюба
24. 7 січня 1934 — дивізійний генерал Шарль Нолле
25. 12 листопада 1940 — дивізійний генерал Шарль Брекар
26. 25 серпня 1944 — генерал армії Пол Дассо
27. 1 жовтня 1954 — генерал армії Жорж Катру
28. 14 січня 1969 — адмірал Жорж Кабаннє
29. 15 лютого 1975 — генерал армії Ален де Буассье Дін де Люїнь
30. 4 червня 1981 — генерал армії Андре Бьяр
31. 5 червня 1992 — генерал армії Жильбер Форре
32. 4 червня 1998 — генерал повітряної армії Жан-Філіп Дуен
33. 4 червня 2004 — генерал армії Жан-П'єр Кельш